# Phoenix (przedsiębiorstwo)
Phoenix AG – niemieckie przedsiębiorstwo założone w 1856 roku w Hamburg-Harburg, przejęte przez Continental AG w 2004.
Przedsiębiorstwo produkowało m.in. opony do samochodów. Po 148 latach Phoenix AG została w 2004 roku kupiona przez Continental AG z Hanoweru.